# سمان شائع
السمان أو سمان القمح الشائع أو السمان العادي (الاسم العلمي: Coturnix coturnix) (بالإنجليزية: Common Quail) هو طائر صغير فصيلة التدرجية من رتبة الدجاجيات. وهي منتشرة في أوروبا وآسيا وأفريقيا.
وهو الوحيد من رتبة طيور الدجاجيات الذي له المقدرة علي الطيران والهجرة حيث يقضى فصل الصيف في أوروبا ويهاجر إلي أفريقيا في فصل الشتاء ثم يعود مرة أخرى إلى موطنه.
السمان طائر بري من الطيور المهاجرة والذي تم استئناسه منذ زمن بعيد حيث أول من بدأ استئناسه هم اليابانيون منذ حوالي 200 سنة.

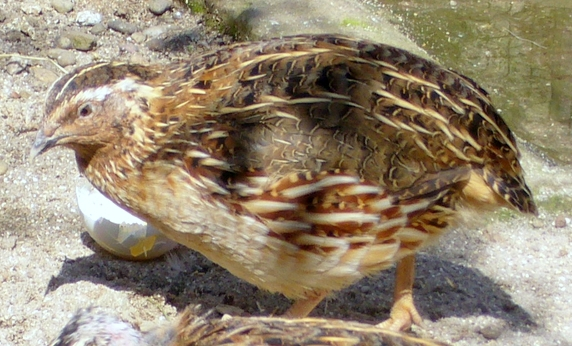
طائر السمان

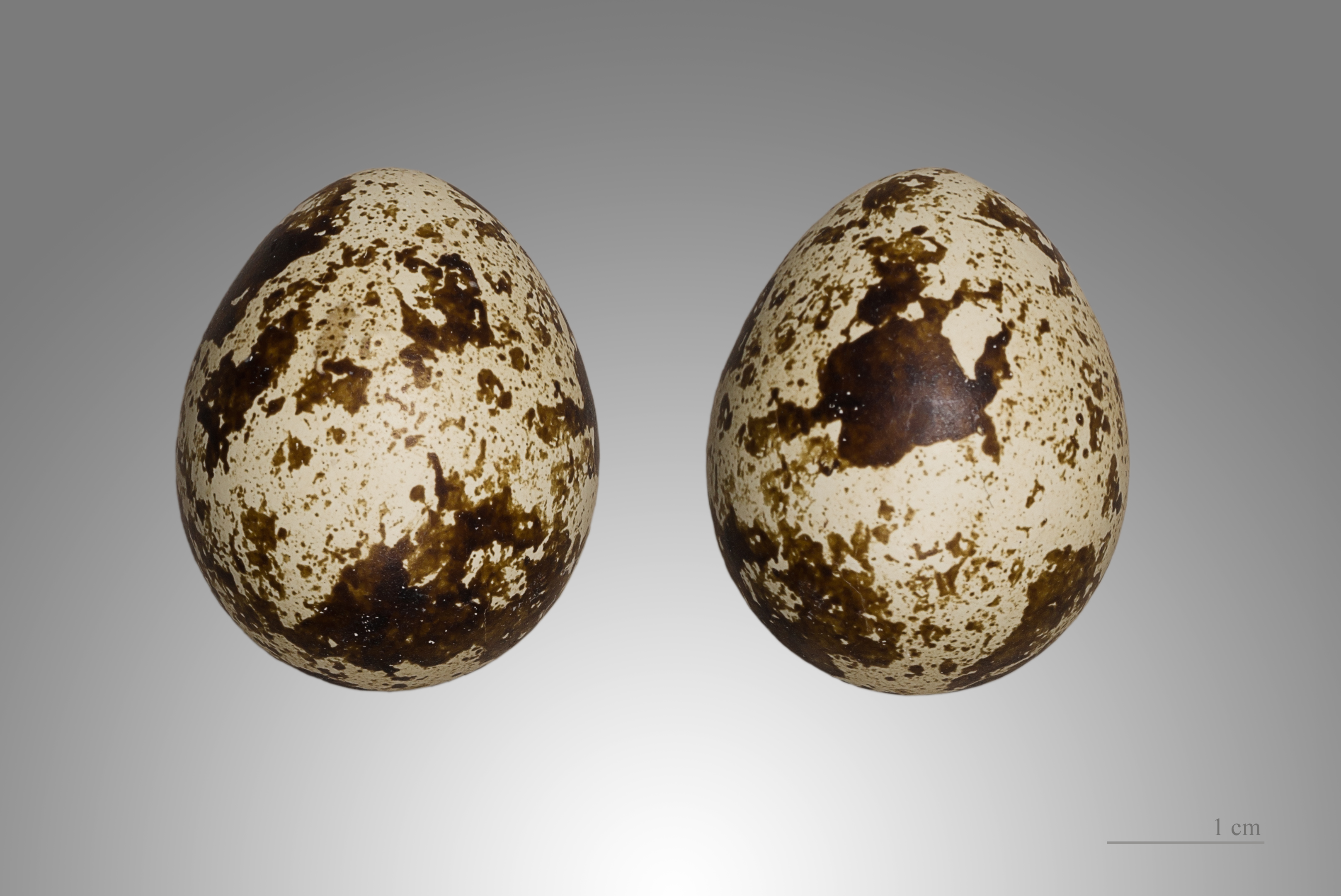